# Homops lucidifrons
Homops lucidifrons är en tvåvingeart som först beskrevs av Becker 1916.  Homops lucidifrons ingår i släktet Homops och familjen fritflugor. Inga underarter finns listade i Catalogue of Life.